# Natação nos Jogos Pan-Americanos de 2015 - 200 m peito masculino
As competições dos 200 metros peito masculino da natação nos Jogos Pan-Americanos de 2015 foram realizadas em 15 de julho no Centro Aquático CIBC Pan e Parapan-Americano, em Toronto.

## Calendário
Horário local (UTC-4).
| Data        | Horário | Fase          |
| ----------- | ------- | ------------- |
| 15 de julho | 10:44   | Eliminatórias |
| 15 de julho | 19:57   | Final B       |
| 15 de julho | 20:04   | Final A       |

## Medalhistas
| Ouro   | BRA Thiago Simon   |
| Prata  | CAN Richard Funk   |
| Bronze | BRA Thiago Pereira |

## Recordes
Antes desta competição, os recordes mundiais e pan-americanos da prova eram os seguintes:
| Tipo                             | Atleta                | Tempo   | Local       | Data                   |
| -------------------------------- | --------------------- | ------- | ----------- | ---------------------- |
|                                  | JPN Akihiro Yamaguchi | 2m07s01 | Gifu        | 15 de setembro de 2012 |
| Recorde dos Jogos Pan-Americanos | USA Sean Mahoney      | 2m11s62 | Guadalajara | 18 de outubro de 2011  |

## Resultados

### Eliminatórias
A eliminatória foi realizada em 15 de julho. 
| Pos. | Bateria | Raia | Nadador           | Nacionalidade      | Tempo   | Notas  |
| ---- | ------- | ---- | ----------------- | ------------------ | ------- | ------ |
| 1    | 1       | 3    | Jorge Murillo     | COL Colômbia       | 2:11.62 | QA, =, |
| 2    | 3       | 4    | Thiago Simon      | BRA Brasil         | 2:12.05 | QA     |
| 3    | 2       | 5    | Richard Funk      | CAN Canadá         | 2:12.22 | QA     |
| 4    | 2       | 4    | B.J. Johnson      | USA Estados Unidos | 2:12.81 | QA     |
| 5    | 1       | 4    | Thiago Pereira    | BRA Brasil         | 2:12.89 | QA     |
| 6    | 3       | 5    | Carlos Claverie   | VEN Venezuela      | 2:12.97 | QA     |
| 7    | 2       | 3    | Miguel De Lara    | MEX México         | 2:13.79 | QA     |
| 8    | 3       | 6    | Carlos Mahecha    | COL Colômbia       | 2:14.20 | QA     |
| 9    | 1       | 5    | Brad Craig        | USA Estados Unidos | 2:14.31 | QB     |
| 10   | 2       | 6    | Miguel Chávez     | MEX México         | 2:16.07 | QB     |
| 11   | 3       | 3    | James Dergousoff  | CAN Canadá         | 2:16.30 | QB     |
| 12   | 1       | 6    | Juan Sequera      | VEN Venezuela      | 2:17.52 | QB     |
| 13   | 3       | 2    | Facundo Miguelena | ARG Argentina      | 2:17.67 | QB     |
| 14   | 3       | 1    | Dustin Tynes      | BAH Bahamas        | 2:18.13 | QB     |
| 15   | 2       | 2    | Rodrigo Frutos    | ARG Argentina      | 2:19.03 | QB     |
| 16   | 3       | 7    | Jordy Groters     | ARU Aruba          | 2:20.40 | QB     |
| 17   | 1       | 2    | Julian Fletcher   | BER Bermudas       | 2:20.97 |        |
| 18   | 1       | 7    | Rafael Alfaro     | ESA El Salvador    | 2:21.05 |        |
| 19   | 2       | 1    | Esteban Araya     | CRC Costa Rica     | 2:24.88 |        |
| 20   | 2       | 7    | Gerardo Huidobro  | PER Peru           | 2:26.30 |        |
| 21   | 3       | 8    | Renato Prono      | PAR Paraguai       | 2:27.13 |        |
| 22   | 1       | 1    | Corey Ollivierre  | GRN Granada        | 2:41.52 |        |

### Final B
A final B foi realizada em 15 de julho. 
| Pos. | Raia | Nadador           | Nacionalidade      | Tempo   | Notas |
| ---- | ---- | ----------------- | ------------------ | ------- | ----- |
| 9    | 4    | Brad Craig        | USA Estados Unidos | 2:14.04 |       |
| 10   | 5    | Miguel Chávez     | MEX México         | 2:15.19 |       |
| 11   | 3    | James Dergousoff  | CAN Canadá         | 2:15.31 |       |
| 12   | 6    | Juan Sequera      | VEN Venezuela      | 2:17.23 |       |
| 13   | 2    | Facundo Miguelena | ARG Argentina      | 2:17.65 |       |
| 14   | 7    | Dustin Tynes      | BAH Bahamas        | 2:18.14 |       |
| 15   | 1    | Rodrigo Frutos    | ARG Argentina      | 2:18.48 |       |
| 16   | 8    | Jordy Groters     | ARU Aruba          | 2:18.55 |       |

### Final A
A final A foi realizada em 15 de julho. 
| Pos.              | Raia | Nadador         | Nacionalidade      | Tempo   | Notas                            |
| ----------------- | ---- | --------------- | ------------------ | ------- | -------------------------------- |
| Medalha de ouro   | 5    | Thiago Simon    | BRA Brasil         | 2:09.82 | Recorde dos Jogos Pan-Americanos |
| Medalha de prata  | 3    | Richard Funk    | CAN Canadá         | 2:11.51 |                                  |
| Medalha de bronze | 2    | Thiago Pereira  | BRA Brasil         | 2:11.93 |                                  |
| 4                 | 6    | B.J. Johnson    | USA Estados Unidos | 2:12.19 |                                  |
| 5                 | 4    | Jorge Murillo   | COL Colômbia       | 2:12.71 |                                  |
| 6                 | 7    | Carlos Claverie | VEN Venezuela      | 2:13.22 |                                  |
| 7                 | 1    | Miguel De Lara  | MEX México         | 2:14.11 |                                  |
| 8                 | 8    | Carlos Mahecha  | COL Colômbia       | 2:15.25 |                                  |

Legenda
| Recorde mundial                  | Recorde mundial (World record)               |                       | Recorde africano                      | Recorde africano (African) |                                           | Q | Classificado por posição (Qualified) |
| Recorde dos Jogos Pan-Americanos | Recorde pan-americano (Pan-American record)  | Recorde da América    | Recorde da América (Americas)         | q                          | Classificado por melhor tempo (Qualified) |   |                                      |
| Melhor marca do ano              | Melhor marca do ano (World leading)          | Recorde asiático      | Recorde asiático (Asian)              | DNS                        | Não largou (Did not start)                |   |                                      |
| Recorde nacional                 | Recorde nacional (National record)           | Recorde europeu       | Recorde europeu (European)            | DNF                        | Não terminou (Did not finish)             |   |                                      |
| Recorde pessoal                  | Recorde pessoal do atleta (Personal best)    | Recorde da Oceania    | Recorde da Oceania (Oceania)          | DSQ / DQ                   | Desclassificado (Disqualified)            |   |                                      |
| Recorde da temporada             | Recorde da temporada do atleta (Season best) | Recorde sul-americano | Recorde sul-americano (South America) | NM                         | Sem marca (No mark)                       |   |                                      |